# 市原清彦
市原 清彦（いちはら きよひこ、1936年5月5日 - ）は、東京都出身の日本の俳優、声優。身長170 cm。体重63 kg。血液型はB型。

## 略歴
東京都立立川高等学校卒業後、俳優座養成所に11期生として入所。1962年に劇団三期会（現 - 東京演劇アンサンブル）に入団。初舞台は『日本人民共和国』の矢田部一役。
かつては東京演劇アンサンブル、独立企画、アクターズ・カンパニー、希楽星に所属していた。

## 人物
特技はジョギング。趣味は野球。

## 出演

### 映画
- 「松川事件」（1961年1月27日） - 小林源三郎
- 「舞妓と暗殺者」（1963年8月28日） - 大川浩太郎
- 「砂の女」（1964年4月14日） - 村人
- 「サード」（1978年3月25日） - 高山
- 「マノン」（1981年9月26日） - 巧
- 「おろしや国酔夢譚」（1992年6月25日）
- 「まあだだよ」（1993年4月17日） - 土地測量助手
- 「恋人はスナイパー」（2004年4月17日） - 自衛隊幕僚長官
- 「下妻物語」（2004年5月29日）
- 「疾走」（2005年12月17日） - 住民
- 「力道山」（2006年3月4日） - 日本大相撲協会の理事
- 「ディア・ドクター」（2009年6月27日） - 耕作
- 「オケ老人!」（2016年11月11日）

### テレビドラマ

#### NHK
- 家庭劇場「島のみかん」（1965年6月27日）
- NHK劇場
  - 「町」（1966年3月24日）
  - 「海の声」（1967年1月12日）
  - 「人斬り」（1967年7月6日）
  - 「風の鶏」（1967年9月28日）
- 「柳橋物語」（1967年5月20日）
- 大河ドラマ
  - 「竜馬がゆく」第3話・第4話・第10話・第11話・第23話 - 第26話・第31話・第33話・第34話・第38話・第40話 - 第45話（1968年1月21日・1月28日・3月10日・3月17日・6月9日 - 6月30日・8月4日・8月18日・8月25日・9月22日・10月6日 - 11月10日） - 土佐藩士 → 新宮馬之助 → 寺内新左衛門
  - 「新・平家物語」第33話 - 第35話・第40話・第42話（1972年8月13日 - 8月27日・10月1日・10月15日） - 高房
  - 「国盗り物語」第28話 - 第31話・第33話・第34話・第41話（1973年7月15日 - 8月5日・8月19日・8月26日・10月14日） - 発中
  - 「元禄太平記」第15話・第24話（1975年4月13日・6月15日） - 杉森大吉
  - 「花神」第5話（1977年1月30日） - 戸田
  - 「武田信玄」第28話（1988年7月17日） - 初鹿野伝左衛門
  - 「翔ぶが如く」第11話（1990年3月25日） - 金子孫二郎
  - 「太平記」第14話・第15話（1991年4月7日・4月14日） - 勧進聖
  - 「八代将軍吉宗」第44話（1995年11月12日） - 建部廣充
  - 「新選組!」第13話（2004年4月4日） - 茶屋の主人
- 「球形の荒野」（1969年3月5日 - 4月2日）
- 「男は度胸」（1970年10月9日 - 1971年10月1日）
- 銀河テレビ小説「体の中を風が吹く」（1973年1月4日 - 2月2日）
- 「未来からの挑戦」（1977年1月10日 - 2月11日）
- 「早筆右三郎」第6話（1978年5月10日）
- 「明るいなかま」（1980年4月10日 - 1981年3月12日、NHK教育テレビジョン）[8]
- 新大型時代劇「宮本武蔵」第29話（1984年11月7日） - 亀井
- 「中学生日記」第490話（1985年1月27日）
- 連続テレビ小説
  - 「君の名は」第152話（1991年9月24日） - 男
  - 「かりん」第100話（1994年2月2日） - 五十嵐
  - 「こころ」第6話 - 第9話・第29話・第36話（2003年4月5日 - 4月9日・5月2日・5月10日） - 浅草商店街の食堂の主人
- ドラマ新銀河（NHK）
  - 南部大吉交番日記（1993年） - 木下係長
- 「はやぶさ新八御用帳」最終話（1994年3月25日）
- 「十時半睡事件帖」第14話（1994年12月16日） - 野村外記
- 「照柿」（1995年11月12日 - 12月17日、NHK BSプレミアム）
- 「必要のない人」第3話 - 第5話・第8話・第9話（1998年10月21日 - 11月4日・11月25日・12月2日）
- 「夏の日の恋〜Summer Time〜」第1話 - 最終話（2002年6月24日 - 7月29日） - 弁当屋の板長
- 「ねばる女」第4話（2004年11月8日）
- 「人生はフルコース」第1話（2006年7月08日） - 魚屋の主人
- 「陽炎の辻 完結編 〜居眠り磐音 江戸双紙〜」（2017年1月2日）

#### 日本テレビ
- 日産スター劇場「奥様! パリが呼んでます」（1965年12月11日）
- 「太陽野郎」（1967年11月18日 - 1968年4月20日） - 馬場十三
- 「昔三九郎」第13話（1968年8月20日）
- 「東京バイパス指令」第8話（1968年12月27日）
- 「男と女と」第5話・最終話（1973年1月30日・2月6日） - 刑事
- 「伝七捕物帳」
  - 第6話「やせても枯れても人の親」（1973年11月6日） - 三本足の竜次
  - 第66話「江戸の花、めおと仇討」（1975年4月1日） - 栗原源之進
  - 第102話「十手目が王手」（1976年2月24日） - 山並数右衛門
  - 第151話「売られた恩の落し穴」（1977年7月12日） - 新八
- 「唖侍」第10話（1973年12月9日） - 虎次
- 「霧の神話」（1975年3月31日 - 4月25日）
- 「一年半待て」（1976年3月1日 - 3月26日）
- 「太陽にほえろ!」
  - 第194話「兄妹」（1976年4月2日） - 京浜倉庫東名トラックターミナル係員
  - 第599話「殺人犯ラガー」（1984年4月27日） - 小松千吉
  - 第635話「いい加減な女」（1985年2月1日） - パールハウス管理人
  - 第657話「ドックの敵は白バイ?」（1985年7月26日） - 「COL」マスター
- 「新五捕物帳」第34話（1978年8月8日） - 多助
- 「姿三四郎」第20話（1979年2月17日）
- 熱中時代・刑事編 第5話「赤頭巾と熱中刑事」 - スーパーの主任
- 「誇りの報酬」第19話（1986年2月16日） - 竹内
- 「あぶない刑事」第44話「苦杯」（1987年8月9日） - 佐野哲夫
- 「もっとあぶない刑事」 第19話「役得」（1989年2月17日）
- 火曜サスペンス劇場
  - 「星座伝説殺人事件 すばる星団が月に隠れる夜」（1989年11月21日）
  - 「救急指定病院」第2作（1994年9月6日） - 藤堂民夫
  - 「弁護士・朝日岳之助」第15作（2000年9月19日） - 三上正太郎
  - 「考古学者 佐久間玲子」第2作（2002年6月18日）
  - 「四国八十八ヶ所逃亡巡礼」（2004年8月17日） - 守口
- 「はだかの刑事」（1993年1月8日 - 9月24日）
- 「寝たふりしてる男たち」第7話（1995年2月23日）
- 「続・星の金貨」第10話・第11話（1996年12月11日・12月18日） - 老刑事
- 「せいぎのみかた」（1997年4月14日 - 6月23日）
- 「新宿暴走救急隊」第5話（2000年11月11日）
- 「ギンザの恋」第4話 - 最終話（2002年1月28日 - 2月18日）
- 「ラストプレゼント 娘と生きる最後の夏」第1話（2004年7月7日）
- 「セクシーボイスアンドロボ」第2話（2007年4月17日） - ラーメン屋
- 「Q10」第7話（2010年11月27日）
- 「東京バンドワゴン 〜下町大家族物語」第1話（2013年10月12日）
- 「遺産相続弁護士 柿崎真一」第7話（2016年8月25日）

#### TBS
- 「青年の樹」第65話（1962年9月10日）
- 「俄－浪華遊侠伝－」第4話（1970年8月6日） - 打役
- 「恋愛術入門」第16話（1971年2月7日）
- 花王 愛の劇場
  - 「妻ふたたび」（1972年3月6日 - 5月5日）
  - 「放浪記」第6話 - 第8話（1974年1月14日 - 1月16日）
  - 「名もなく貧しく美しく」（1976年3月8日 - 5月7日）
  - 「岸壁の母」（1977年11月7日 - 12月30日） - 端野栄次
  - 「秘密」（1982年3月8日 - 5月7日）
  - 「女橋」（1983年5月30日 - 7月22日） - 香西
  - 「わが子よIII」（1983年7月25日 - 9月2日）
  - 「忘却の愛」（1985年3月4日 - 4月19日）
- 必殺シリーズ
  - 「助け人走る」第10話（1973年12月22日） - 堂島
  - 「暗闇仕留人」第19話（1974年11月2日） - 六蔵
- 「水戸黄門」シリーズ
  - 「水戸黄門 第5部」第17話「酔いどれ用心棒 -松山-」（1974年7月29日） - 百姓
  - 「水戸黄門 第39部」第19話（2009年3月2日） - 居酒屋の親爺
- 「夜明けの刑事」
  - 第19話「宝くじブーム殺人事件」（1975年2月5日）
  - 第30話「バクチの好きな夫に気をつけろ!!」（1975年7月2日）
  - 第48話「花の好きな女の秘密」（1975年11月12日）
- 「高原へいらっしゃい」第4話・第5話（1976年4月15日・4月22日）
- 「岸辺のアルバム」第5話（1977年7月22日） - 堀越節夫
- 「江戸を斬るIV」
  - 第12話「堅太郎が消えた!?」（1979年4月30日）
  - 第24話「夫婦になった金公お京」（1979年7月23日） - 伝吉
- 「沿線地図」第7話（1979年5月25日） - 店会の役員
- 「Gメン'75」
  - 第269話「少年とギャングの自転車レース」（1980年7月26日） - 少年係の刑事
  - 第278話「エマニエル連続殺人事件」（1980年9月27日） - 検視官
  - 第300話「盗まれた女たち」（1981年3月7日） - 電話局局員
  - 第301話「盗まれた女たちPART2」（1981年3月14日） - 電話局局員
  - 第334話「茶碗にテープを貼る変な泥棒」（1981年10月31日） - 刑事
- ザ・サスペンス「骨肉の家」（1983年11月5日）
- 「松本清張スペシャル・黒い福音」（1984年11月26日）
- 月曜ドラマスペシャル → 月曜ミステリー劇場
  - 「古谷一行の金田一耕助シリーズ」
    - 第16作「病院坂の首縊りの家」（1992年12月28日）
    - 第26作「悪魔の仮面」（1998年3月30日）
    - 第32作「神隠し真珠郎」（2005年7月18日） - 熊蔵 [9]

  - 「ゲンコツ和尚は名探偵」（1994年2月21日）
  - 「浅見光彦シリーズ」第7作（1996年9月30日） - 平野浩司 [10][11]
  - 「東京に殺された女」（1996年10月7日）
  - 「税務調査官・窓際太郎の事件簿」第3作（1999年6月21日） - 神戸南警察署刑事 [12]
  - 「十津川警部シリーズ」第21作（2001年1月8日） - 佐山五郎 役[13]
  - 「弁護士 朝吹里矢子」第3作（2003年10月20日） - 警官 [14]
  - 「外科医零子」第3作（2004年5月24日） - 警察官 役[15]
  - 「ネタ元」（2005年9月5日）
- 「若葉のころ」最終話（1996年6月28日）
- 「大岡越前 第15部」第2話（1998年8月31日） - 政五郎 役
- 「天国に一番近い男 教師編」（2001年6月29日）
- 「こちら第三社会部」第2話（2001年10月15日） - 丸井修 役
- 「渡る世間は鬼ばかり」シリーズ
  - 「渡る世間は鬼ばかり 第6シリーズ」第39話（2002年12月26日） - ご飯屋の配達人
  - 「渡る世間は鬼ばかり 第8シリーズ」第10話（2006年6月8日） - 中年男
- 水曜プレミア「つぐない」（2004年6月30日） - 広岡和夫
- 「ホットマン2」第1話（2004年10月7日）
- 「美空ひばり誕生物語 〜おでことおでこがぶつかって〜」（2005年5月29日） - 醤油屋安さん
- 「Tomorrow〜陽はまたのぼる〜」第4話（2008年7月27日）
- 「流星の絆」第5話（2008年11月14日） - 店主
- 「官僚たちの夏」第9話（2009年9月13日） - 家族
- 「南極大陸」第1話（2011年10月16日） - 牧場主
- 「花嫁の父」（2012年1月8日）
- 「とんび」第7話・第8話（2013年2月24日・3月3日）
- 「刑事のまなざし」第10話（2013年12月9日） - タクシー運転手 役
- 「わが家」（2015年1月4日）

#### フジテレビ
- 「嫁ぐ日まで」第26話（1963年7月29日）
- 「第7の男」第13話（1965年1月19日）
- 「俺はども安」最終話（1965年8月8日）
- 「刑事」最終話（1965年12月28日）
- 「若者たち」第8話・第28話（1966年3月28日・8月15日）
- 「東京コンバット」第10話（1968年12月3日） - 渋井
- 「ゼロファイター」（1969年4月6日 - 8月10日）
- 「二人の素浪人」第10話（1972年11月4日） - 速水太郎左衛門
- 「銭形平次」
  - 第382話「海鳴りが牙をとぐ」（1973年8月29日） - 甚八
  - 第419話「寄場帰りの詩」（1974年5月15日） - 徳三
- 「無宿侍」第12話（1973年12月22日）
- 「華麗なる刑事」第13話（1977年6月27日） - ナガト
- 西武スペシャル「女が職場を去る日」（1979年11月10日）
- 「大捜査線」第19話（1980年6月12日）
- 「江戸の朝焼け」第6話 （1980年10月16日）
- 「ピーマン白書」第6話（1981年3月10日）
- 「旅がらす事件帖」第24話（1981年3月17日） - 丹波屋
- 「私は後妻よII」（1982年1月4日 - 3月12日）
- 「同心暁蘭之介」第19話（1982年2月18日）
- 「北の国から'83冬」（1983年3月24日） - 高山二郎
- 「夏の嵐」第7話（1989年7月11日）
- 「ラストダンス」第7話（1990年7月10日）
- 「生きて行く私」（1991年1月7日 - 2月19日） - 宇野俊次
- 「銭形平次 第2シリーズ」第3話（1992年7月29日）
- 「ラスト・フレンド」（1993年4月5日 - 6月25日）
- 金曜エンタテイメント → 金曜プレステージ
  - 「美味しんぼ」第3作（1996年11月1日）
  - 「浅見光彦シリーズ」第4作（1997年7月25日） - 朱鷺勝蔵
  - 「TEAM スペシャル4」（2003年9月26日）
  - 「所轄刑事」第1作（2004年9月10日） - 伊藤
  - 「指先でつむぐ愛」（2006年3月10日）
  - 「気象予報士・大沢富士子の事件ファイル」（2007年11月16日）
- 「こんな恋のはなし」第1話（1997年7月3日）
- 「眠れる森 A Sleeping Forest」第1話・第9話（1998年10月8日・12月3日）
- 「はるちゃん4」第8話（2000年4月12日）
- 「ショムニ 第2シリーズ」第5話（2000年5月10日）
- 「編集王」第3話・第8話（2000年10月24日・11月28日）
- 「新・お水の花道」第8話（2001年5月29日）
- 「愛と青春の宝塚～恋よりも生命よりも～」後編（2002年1月4日）
- 「美女か野獣」第9話（2003年3月6日）
- 「愛しき者へ」第2話・第7話（2003年4月1日・4月8日）
- 「ダイヤモンドガール」第5話（2003年5月7日）
- 「貫太ですッ!」第13話（2003年7月16日）
- 「WATER BOYS」シリーズ
  - 「WATER BOYS」第9話（2003年8月26日）
  - 「WATER BOYS2」第2話（2004年7月13日）
- 「ハコイリムスメ!」第3話（2003年10月21日） - マンション管理人
- 「離婚弁護士 新春スペシャル」（2005年1月6日） - 大将
- 「危険な関係」第3話（2005年4月6日） - 鈴木
- 「Ns'あおい」第4話（2006年1月31日） - 河野
- 「トップキャスター」第7話（2006年5月29日） - ニンジン畑を持つおじさん
- 「HERO 特別編」（2006年7月3日）
- 「のだめカンタービレ」第2話（2006年10月23日） - 魚屋
- 土曜プレミアム
  - 「太郎と次郎〜反省ザルとボクの夢〜」（2007年3月17日） - 会員
  - 「はだしのゲン」後編（2007年8月11日）
  - 「ストロベリーナイト アフター・ザ・インビジブルレイン」（2013年1月26日）
- 「麗わしき鬼」第50話（2007年6月8日） - 船橋
- 「夏の秘密」第2話・第5話・第6話・第8話・第11話・第16話・第18話 - 第20話・第22話・第23話・第35話・第43話・第56話 - 第58話・第60話・第64話・最終話（2009年6月2日・6月5日・6月8日・6月10日・6月15日・6月22日・6月24日 - 6月26日・6月30日・7月1日・7月17日・7月29日・8月17日 - 8月19日・8月21日・8月27日・8月28日） - 平田平太 役
- 「任侠ヘルパー」第7話（2009年8月20日） - 晶の伯父
- 「ざけんなョ!!シリーズ」第10作（2011年5月18日、BSフジ）
- 「ゴーイング マイ ホーム」第3話（2012年10月30日）
- 「家族の裏事情」第2話（2013年11月1日）
- 「海の上の診療所」最終話（2013年12月23日）
- 「チーム・バチスタ4 螺鈿迷宮」第4話（2014年1月28日） - 川原進

#### テレビ朝日
- ポーラ名作劇場「乾舷ゼロ」（1963年11月18日）
- 日本映画名作ドラマ「二人の目撃者」（1964年4月5日）
- 「判決」
  - 第90話「街の犯罪」（1964年7月1日）
  - 第162話「ガラスの部屋」（1965年11月17日）
- 「徳川家康」第43話（1965年4月24日）
- 「ドライママ」（1965年3月8日 - 6月7日）
- 「あゝ同期の桜」第23話（1967年9月7日）
- 「愛の樹海」（1968年10月7日 - 11月15日） - 郡司五郎
- 「特別機動捜査隊」
  - 第389話「追跡380粁」（1969年4月9日） - 裕吉
  - 第395話「薔薇と悪魔」（1969年5月21日） - 支配人
  - 第712話「七年目の報酬」（1975年7月2日） - 石丸
  - 第734話「絶望を越えて」（1975年12月3日） - 佐伯
  - 第737話「歪んだクリスマス」（1975年12月24日） - 森本刑事
  - 第749話「女ごころの謎」（1976年3月24日） - 成田記者
- 「五番目の刑事」第10話（1969年12月4日） - 安吉
- 「荒野の用心棒」第4話（1973年4月24日）
- 「狼・無頼控」第4話（1973年10月26日）
- 「ご存知遠山の金さん」第17話（1974年1月27日） - 伍助
- 「新・荒野の素浪人」
  - 第12話「鬼火の谷」（1974年3月19日） - 西村
  - 第29話「第三の女」（1974年7月16日） - 野崎文太郎
- 「右門捕物帖」第26話（1974年9月25日）
- 「遠山の金さん 第1シリーズ」第94話（1977年8月11日） - むささびの鉄
- 「若さま侍捕物帳」第8話（1978年7月20日） - 外山
- 「半七捕物帳」第17話（1979年7月24日）
- 「特捜最前線」
  - 第139話「消えた子連れ刑事!」（1979年11月28日）
  - 第172話「乙種蹄状指紋の謎!」（1980年8月6日） - 大宮文具店主人
  - 第249話「レイプ・襲われた姉妹!」（1982年2月24日）
- 「ザ・ハングマン」第5話（1980年12月12日） - 弁護士
- 土曜ワイド劇場
  - 「整形復顔の花嫁」（1984年11月24日）
  - 「洞爺湖殺人事件 寝台特急「北斗星」への招待状」（1990年9月8日）
  - 「新・女弁護士 朝吹里矢子」第1作（1994年12月10日） - 監察医
  - 「混浴露天風呂連続殺人」第16作（1996年12月21日） - 村野和則
  - 「西村京太郎トラベルミステリー」
    - 第33作「秋田新幹線「こまち」殺人事件 東京-角館 3時間22分の複合殺意!」（1999年9月25日） - 戸塚進一郎
    - 第46作「秋田新幹線[こまち]連続殺人! 東京-角館 3時間18分の複合殺意!!」（2006年7月1日） - 黒田晋介

  - 「温泉若おかみの殺人推理」第9作（2000年12月30日） - 小谷
  - 「ダイエット三姉妹の旅情事件簿」第5作（2001年3月17日） - 黒石銀次
  - 「殺人銀行 強盗たちはなぜ殺されたのか?」（2001年8月25日）
  - 「火災調査官・紅蓮次郎」第6作（2006年4月22日） - 片山恒夫 役
  - 「警視庁電話指導官〜深川真理子の事件簿」（2008年6月7日） - 淀川六郎
  - 「弁護士・森江春策の事件」第1作（2009年8月1日） - 博多ばってんラーメン店主
  - 「森村誠一の棟居刑事」第4作（2009年11月21日）
  - 「法医学教室の事件ファイル」第34作（2012年2月11日） - ホームレス
- 必殺シリーズ「必殺剣劇人」第5話（1987年9月4日） - 花岡道玄
- 「さすらい刑事旅情編」最終話（1989年3月22日）
- 「はぐれ刑事純情派」シリーズ
  - 「はぐれ刑事純情派 第3シリーズ」最終話 （1990年9月19日） - 父
  - 「はぐれ刑事純情派 第5シリーズ」第20話（1992年8月19日） - 課長
- 「ゴリラ・警視庁捜査第8班」最終話（1990年4月8日）
- 「代表取締役刑事」
  - 第4話「家族の肖像」（1990年10月28日）
  - 第44話「青春の光と影」（1991年9月22日）
- 火曜ミステリー劇場「霧の疑惑」（1990年10月30日）
- 「七人の女弁護士 第2シリーズ」第6話（1991年11月28日）
- 「殿さま風来坊隠れ旅」第12話（1994年7月2日）
- 「はみだし刑事情熱系 PART4」第5話（1999年10月27日）
- 「菊次郎とさき 第1シリーズ」第5話・第8話（2003年8月7日・8月28日） - 棟梁
- 「終りに見た街」（2005年12月3日） - 老人
- 「エラいところに嫁いでしまった!」第2話（2007年1月18日） - 老人
- 「モップガール」第3話（2007年10月26日） - 小瀧勝次

#### テレビ東京
- 「女殺し屋 花笠お竜」最終話（1970年3月28日）
- 「旅人異三郎」第1話（1973年3月24日）
- 「大江戸捜査網 第3シリーズ」第45話（1974年7月27日）
- 「斬り捨て御免! 第1シリーズ」第2話（1980年4月16日） - 古市
- 「眠狂四郎円月殺法」第14話（1983年4月23日） - 浅田原十郎
- 「女無宿人 半身のお紺」
  - 第2話「心遣いは無用にて候」（1991年1月13日）
  - 第10話「紅が眼にしみます」（1991年3月10日）
- 「忠臣蔵外伝 薄桜記」（1991年10月4日）
- 女と愛とミステリー → 水曜ミステリー9
  - 「招かれざる客 富士山麓連続殺人事件」（2001年2月18日） - 大竹 役[16]
  - 「西村京太郎トラベルサスペンス」第1作（2003年4月20日） - 川崎聡
  - 「小京都飛騨高山殺人事件」（2004年8月28日） - 猟師 役
  - 「多摩南署たたき上げ刑事・近松丙吉」第5作（2005年10月26日） - オノエンジニアリング社長
  - 「港町人情ナース」第3作（2008年7月9日） - 安東清
- 「モリのアサガオ 新人刑務官と或る死刑囚「絆」の物語」第6話（2010年11月22日）
- 「クローバー」第10話（2012年6月15日） - 徳山

### 舞台
- 日本人民共和国（1963年、劇団三期会） - 矢田部一[5]
- 母（1964年、劇団三期会） - スミルギン[5]

### 特撮
- 「ウルトラマン」第9話（1966年9月11日、TBS） - 土木作業現場作業員
- 「がんばれ!!ロボコン」第47話（1975年8月29日、テレビ朝日）
- 「ロボット110番」第4話（1977年5月6日、テレビ朝日） - 山野六兵衛
- 「大戦隊ゴーグルファイブ」第14話（1982年5月8日、テレビ朝日） - 神谷鏡太郎
- 「仮面ライダーゴースト」第31話（2016年5月15日、テレビ朝日） - 村瀬校長 [17]

### テレビアニメ
- 「リボンの騎士」（1967年4月2日 - 1968年4月7日、フジテレビ）

### 吹き替え
- 「スリ」（1965年2月11日、フジテレビ） - ジャック〈ピエール・レーマリ〉

### その他
- 「明治の群像 海に火輪を」第9回（1976年12月9日、NHK） - 石井菊次郎
- 「ニュードキュメンタリードラマ昭和 松本清張事件にせまる」第5回（1984年5月10日、テレビ朝日）
- 「新報道プレミアA」（2007年6月24日、フジテレビ）
- 「さんすう犬ワン」第4回（2014年5月26日、NHK教育テレビジョン） - 靴屋の客
- 「ココロ部!」第10回（2015年9月25日、NHK教育テレビジョン）

### CM
- JT
- タフデント 小林製薬